# تايلر سبنسر
تايلر سبنسر (بالإنجليزية: Tyler Spencer)‏ هو مغني وكاتب أغاني أمريكي، ولد في 22 يناير 1972 في بيتسبرغ في الولايات المتحدة.

## وصلات خارجية
- تايلر سبنسر على موقع IMDb (الإنجليزية)
- تايلر سبنسر على موقع ميوزك برينز (الإنجليزية)
- تايلر سبنسر على موقع ميوزك برينز (الإنجليزية)
- تايلر سبنسر على موقع ديسكوغز (الإنجليزية)